# Walter Neum
Walter Neum (* 6. April 1902 in Braunschweig; † 21. November 1976 ebenda) war ein deutscher Politiker (NSDAP) und SS-Obersturmbannführer. Von 1936 bis 1945 war er Bürgermeister von Swinemünde.

## Leben
Neum war nach einer Ausbildung zum Drogisten zunächst in der chemischen Industrie beschäftigt. 1919 trat er einem Freikorps bei und nahm im Jahr darauf mit diesem an der Niederschlagung des Ruhraufstandes teil. Zum 1. Januar 1932 trat er der NSDAP bei (Mitgliedsnummer 869.342) und begann dort dank seines Ehrgeizes und seiner Umtriebigkeit einen raschen Aufstieg: Der Ernennung zum NSDAP-Kreisamtsleiter Braunschweig folgte im April 1933 die zum Leiter der NS-Handels- und Gewerbeorganisation (Hago) im Land Braunschweig. 1934 wurde er Abteilungsleiter in der Hago-Reichsleitung, dann Hago-Leiter für den Gau Pommern. Im September 1934 folgte die Bestellung zum Gauamtsleiter in Stettin und stellvertretenden Leiter der Deutschen Arbeitsfront im Gau. Dem Eintritt in die SS (SS-Nummer 107.430) folgte 1936 die Ernennung zum Bürgermeister von Swinemünde. Als höchster Vertreter der SS vor Ort trug er Verantwortung für die Deportation der in Swinemünde verbliebenen Juden nach Lublin zur Vernichtung. Das Amt des Bürgermeisters übte er ab 1941 nur mehr nominell aus, da er sich überwiegend im Osteinsatz befand. Kommissarisch wurde Max Mildebrath sein Nachfolger. Am 19. November 1941 wurde er so Gebietskommissar von Panevėžys in Litauen. Im Herbst 1943 nahm für mehrere Wochen an der Partisanenbekämpfung unter SS-Obergruppenführer Friedrich Jeckeln teil. Im Oktober 1944 kam Neum nach Swinemünde zurück, um kurz danach erneut zum Einsatz in Berlin und Böhmen abkommandiert zu werden. 
Bei der Kapitulation wurde er in Pians in Tirol von US-Truppen gefangen genommen. Aufgrund seiner Zugehörigkeit zur Waffen-SS wurde er im August 1945 in ein Internierungslager überstellt, kam aber am 12. März 1948 frei, ohne dass er für seine Rolle bei der Judendeportation aus Swinemünde, bei der Judenvernichtung im Gebiet Panevėžys oder in der Kampfgruppe Jeckeln belangt wurde. Neum verbrachte dann einige Zeit im Landkreis Peine und kehrte 1952 nach Braunschweig zurück, wo er Kriegsgefangenenentschädigung erhielt. Er war dann bis zum Ruhestand im kaufmännischen Bereich tätig.